# Flugplatz Wahlstedt

i7
i11
i13
Der Flugplatz Wahlstedt (ICAO-Code: EDHW) ist ein Sonderlandeplatz im Kreis Segeberg. Er verfügt über eine 800 Meter lange und 30 Meter breite Graspiste und ist für Segelflugzeuge, Motorsegler, Ultraleichtflugzeuge und Motorflugzeuge mit einem Höchstabfluggewicht von bis zu zwei Tonnen sowie für Hubschrauber mit einem Höchstabfluggewicht bis zu 5,7 Tonnen zugelassen.

## Geschichte
Am 7. Mai 2019 stellten drei Segelflugpiloten einen neuen Streckenrekord am Wahlstedter Flugplatz auf, als sie eine besonders günstige Wetterlage nutzten und insgesamt über tausend Kilometer bis nach Polen und wieder zurückflogen. Nach über 40 Jahren, seitdem das erste Mal der Wunsch nach einer Verlängerung der Start- und Landebahn aufkam, wurde diese im Jahr 2020 um 200 Meter auf 800 Meter verlängert.

## Zwischenfälle
- Am 28. Juli 2002 streifte eine Coopavia CP301A beim Landeanflug die Baumwipfel und prallte auf die Gleise einer stillgelegten Bahnstrecke. Der 75-jährige Pilot und sein 35-jähriger Passagier wurden bei dem Unfall schwer verletzt.[4][5]

- Am 2. Mai 2015 stürzte ein Segelflugzeug des Typs Schempp-Hirth Nimbus, die vom Flugplatz aus zu einem Langstreckenflug aufgebrochen war, nahe Bad Münder am Deister ab und wurde dabei völlig zerstört. Der 67-jährige Pilot wurde getötet.[6]